# ريان كرايغ
ريان كرايغ هو لاعب هوكي الجليد كندي، ولد في 6 يناير 1982 في أبوتسفورد في كندا.

## وصلات خارجية
- ريان كرايغ على موقع دوري الهوكي الوطني (الإنجليزية)
- ريان كرايغ على موقع EliteProspects.com (الإنجليزية)
- ريان كرايغ على موقع Eurohockey.com (الإنجليزية)
- ريان كرايغ على موقع HockeyDB.com (الإنجليزية)
- ريان كرايغ على موقع Hockey-Reference.com (الإنجليزية)